# Котуни
Котуни́, також окатки  — продукт грудкування, міцні, випалені, однорідні за складом і близькі за розмірами грудки сферичної форми. Те ж саме, що й окатиші, окатки, обкотиші.
.
.

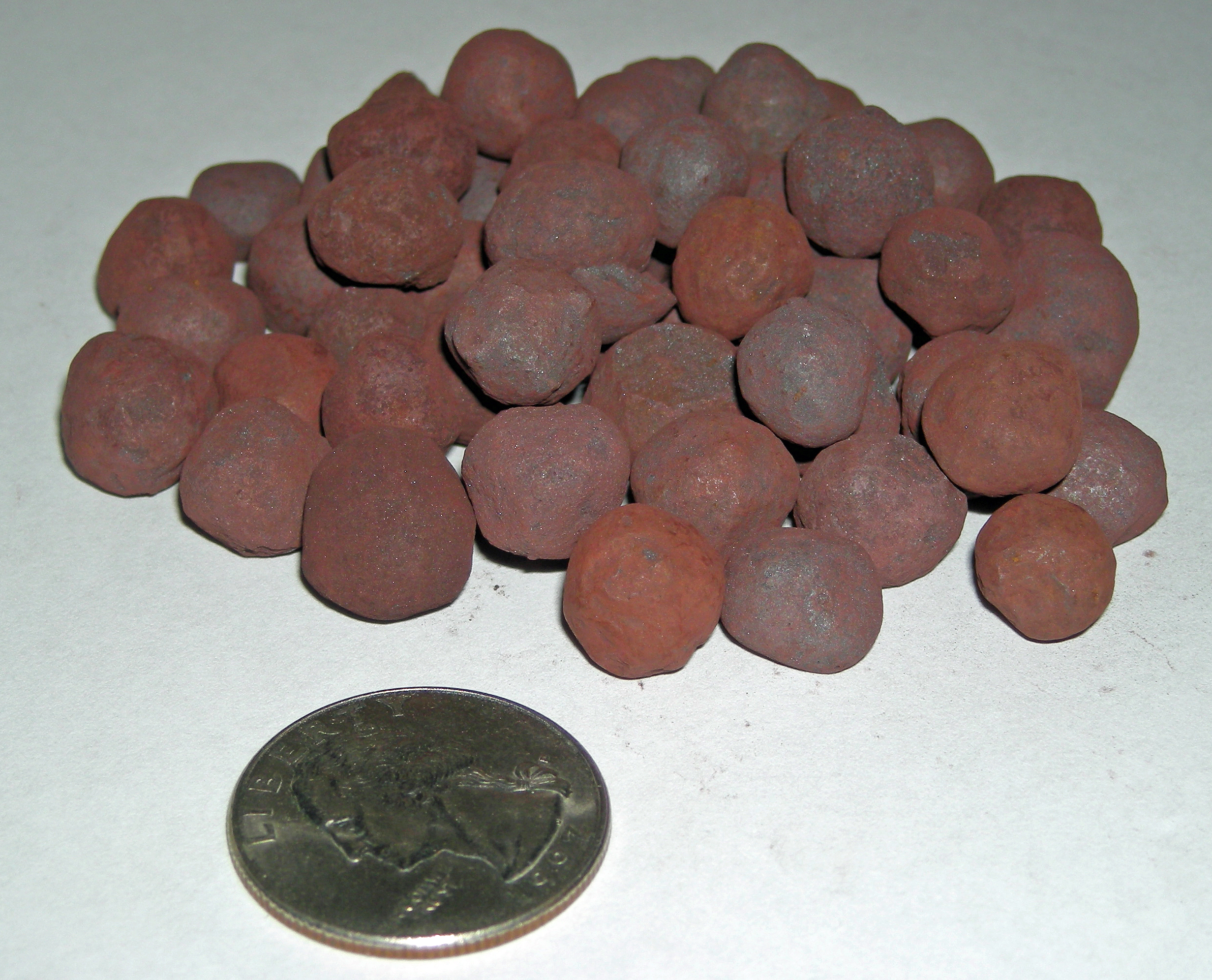
Таконітові котуни, які використовуються в металургії. Поряд розміщено монету у 25 американських центів, діаметр якої 24,26 мм.

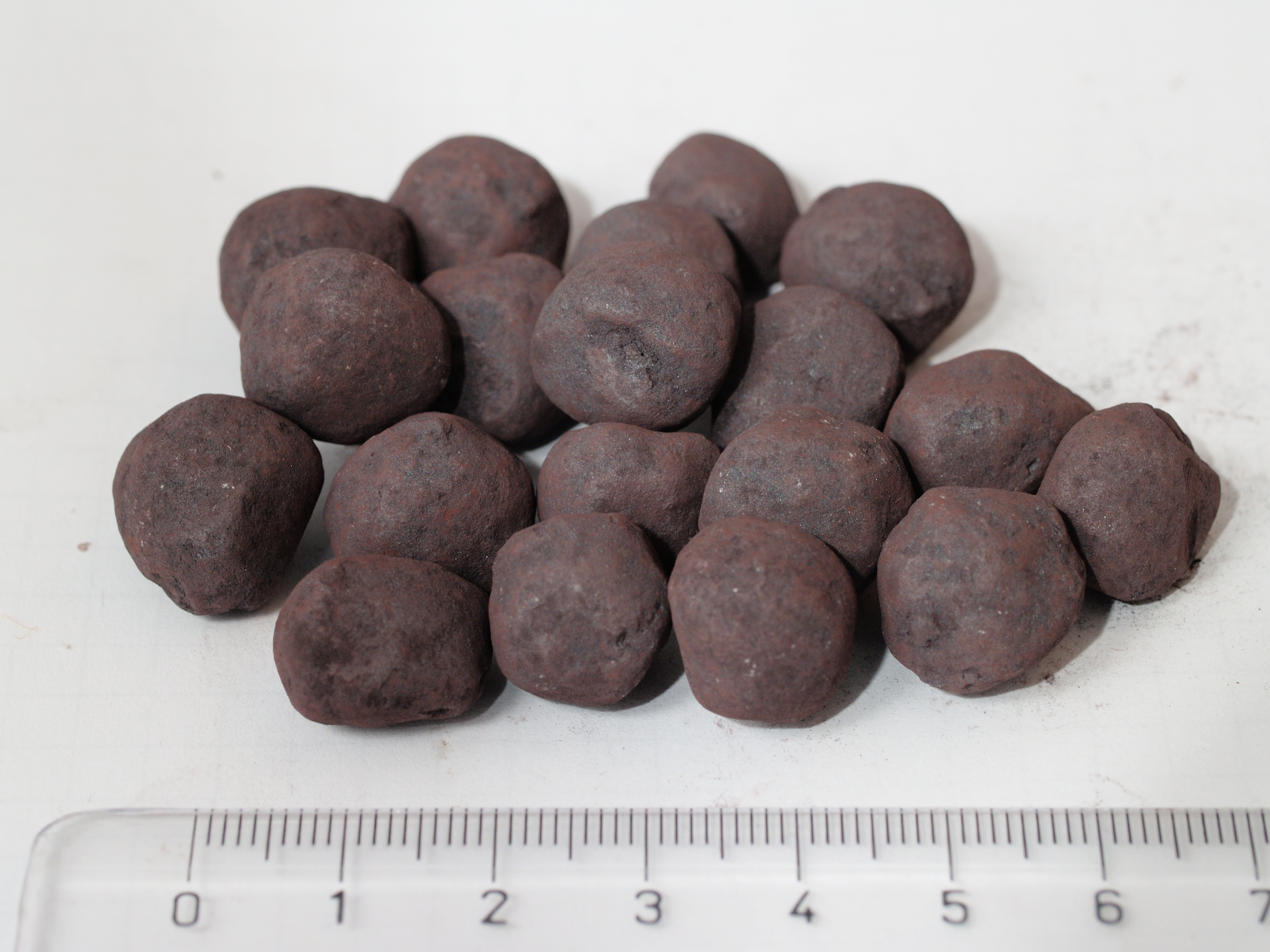
А ось так виглядають шведські окатки компанії LKAB

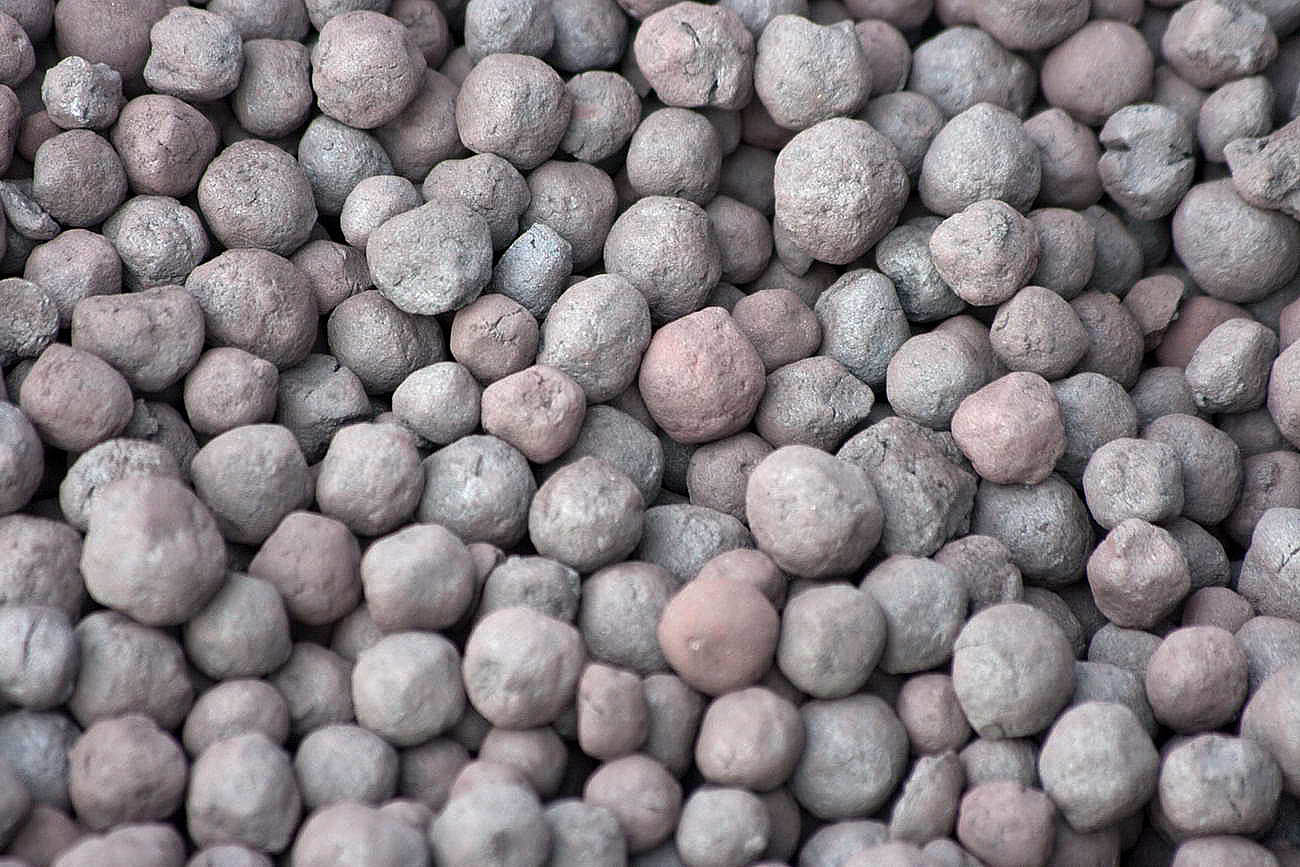
Залізорудні котуни

Є рудним матеріалом, який отримують з дрібної (пилоподібної) руди або тонкоподрібнених концентратів у вигляді міцних ґранул кулястої форми від 2-3 до 30 мм (звичайно 9-16 мм). Котуни здатні перенести транспортування з перевантаженнями і тривале зберігання без помітного руйнування або утворення дріб'язку. Котуни виготовляють біля місць видобування руд — на гірничо-збагачувальних комбінатах. В Україні котуни виробляють Полтавський гірничо-збагачувальний комбінат, Північний гірничо-збагачувальний комбінат і Центральний гірничо-збагачувальний комбінат.

## Історія
Видобуту руду подрібнюють і піддають збагачуванню, в результаті якого отримують залізорудний концентрат — збагачену руду — у подрібненому стані. Такий матеріал завантажувати у доменну піч не можна, він має бути підданий грудкуванню. Історично першим методом грудкування залізної руди після процесу збагачування була агломерація, яка принципово відома з кінця XIX століття і отримала широке промислове застосовування з 1911 року.
Розвиток методів збагачення і експлуатації родовищ бідних руд привели до швидкого росту виробництва тонкоподрібнених концентратів і підвищення їхньої частки у агломераційній шихті. При цьому виявилося, що через особливості технології агломерації це призводить до суттєвого зниження продуктивності агломераційних машин — на 20 — 40 %. Крім того, транспортування концентрату на великі відстані створювало значні труднощі (змерзання, злипання, труднощі при перевантаженнях тощо). Ці обставини привели до появи і розвитку нового способу грудкування тонкоподрібнених концентратів — виробляння котунів.
Метод виробляння котунів з тонких концентратів збагачення залізних руд винайшов шведський інженер А. Андерсон 1912 року. Перші промислові установки для виробляння котунів створено у 1945—1955 роках у США. Упродовж другої половини ХХ сторіччя метод швидко розвивався. Роботи щодо пошуку нових технологічних заходів виготовлення котунів і сьогодні тривають у світовій науці.
| Країна | Виробництво обкотишів по роках, тис. тон | Виробництво обкотишів по роках, тис. тон | Виробництво обкотишів по роках, тис. тон | Виробництво обкотишів по роках, тис. тон | Виробництво обкотишів по роках, тис. тон | Виробництво обкотишів по роках, тис. тон | Виробництво обкотишів по роках, тис. тон | Виробництво обкотишів по роках, тис. тон | Виробництво обкотишів по роках, тис. тон | Виробництво обкотишів по роках, тис. тон | Виробництво обкотишів по роках, тис. тон | Виробництво обкотишів по роках, тис. тон | Виробництво обкотишів по роках, тис. тон | Виробництво обкотишів по роках, тис. тон |
| ------ | ---------------------------------------- | ---------------------------------------- | ---------------------------------------- | ---------------------------------------- | ---------------------------------------- | ---------------------------------------- | ---------------------------------------- | ---------------------------------------- | ---------------------------------------- | ---------------------------------------- | ---------------------------------------- | ---------------------------------------- | ---------------------------------------- | ---------------------------------------- |
| Країна | 1948                                     | 1949                                     | 1950                                     | 1951                                     | 1952                                     | 1953                                     | 1954                                     | 1955                                     | 1956                                     | 1957                                     | 1958                                     | 1959                                     | 1960                                     | 1961                                     |
| США    | 1                                        | 3                                        | 83                                       | 220                                      | 166                                      | 507                                      | 674                                      | 882                                      | 4533                                     | 6354                                     | 8588                                     | 8455                                     | 11600                                    | 13000                                    |
| Канада | -                                        | -                                        | -                                        | -                                        | -                                        | -                                        | -                                        | 235                                      | 380                                      | 575                                      | 878                                      | 1098                                     | 1250                                     | 1420                                     |

## Сировина і технологія одержування

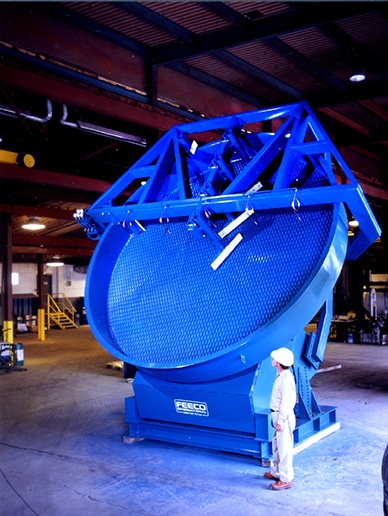
Тарілчастий гранулятор.

Шихту, тобто суміш тонко подрібнених концентратів залізовмісних мінералів, флюсу (добавок, що регулюють склад продукту), і зміцнювальних добавок (зазвичай це бентонітова глина), зволожують і обливають в обертових чашах (грануляторах) або барабанах для грудкування.
У результаті обкочування отримують близькі до сферичних частинки діаметром 1 ÷ 30 мм. Їх висушують і випалюють за температури 1200 ÷ 1300 °C на спеціальних установках — випалювальних машинах. Випалювальні машини (зазвичай конвеєрного типу) є конвеєром з випалювальних візків (палет), які рухаються по рейках. У верхній частині обпалювальної машини розташовано опалювальний горн, в якому відбувається спалювання газоподібного, твердого або рідинного палива та формування теплоносія для сушіння, нагрівання і випалювання котунів. Розрізняють випалювальні машини з охолоджуванням котунів безпосередньо на машині і з виносним охолоджувачем.
Випалені котуни набувають високої механічної міцності. Під час випалювання вилучається значна частина сірчистих забрудників.
Залежно від способу одержування розрізняють окиснені і зметалізовані, офлюсовані і неофлюсовані котуни.

## Використання
Використовують котуни головним чином у чорній металургії для доменного плавлення або електрометалургійного переробляння. Застосовування котунів дає змогу збільшити газопроникність шихти і, таким чином, підвищити продуктивність металургійних агрегатів, а також зменшити механічні втрати корисного компонента під час транспортування та складування.
У світовій науці не припиняються роботи з шукання нових добавок і технологічних заходів виробляння котунів.

## Види котунів
Розрізняють такі котуни залізорудні: зметалізовані (основна частка оксидів відновлена до металу), офлюсовані (основність 0,1 і більша), неофлюсовані (основність менша 0,1).